# Beer Szewa (ruiny)

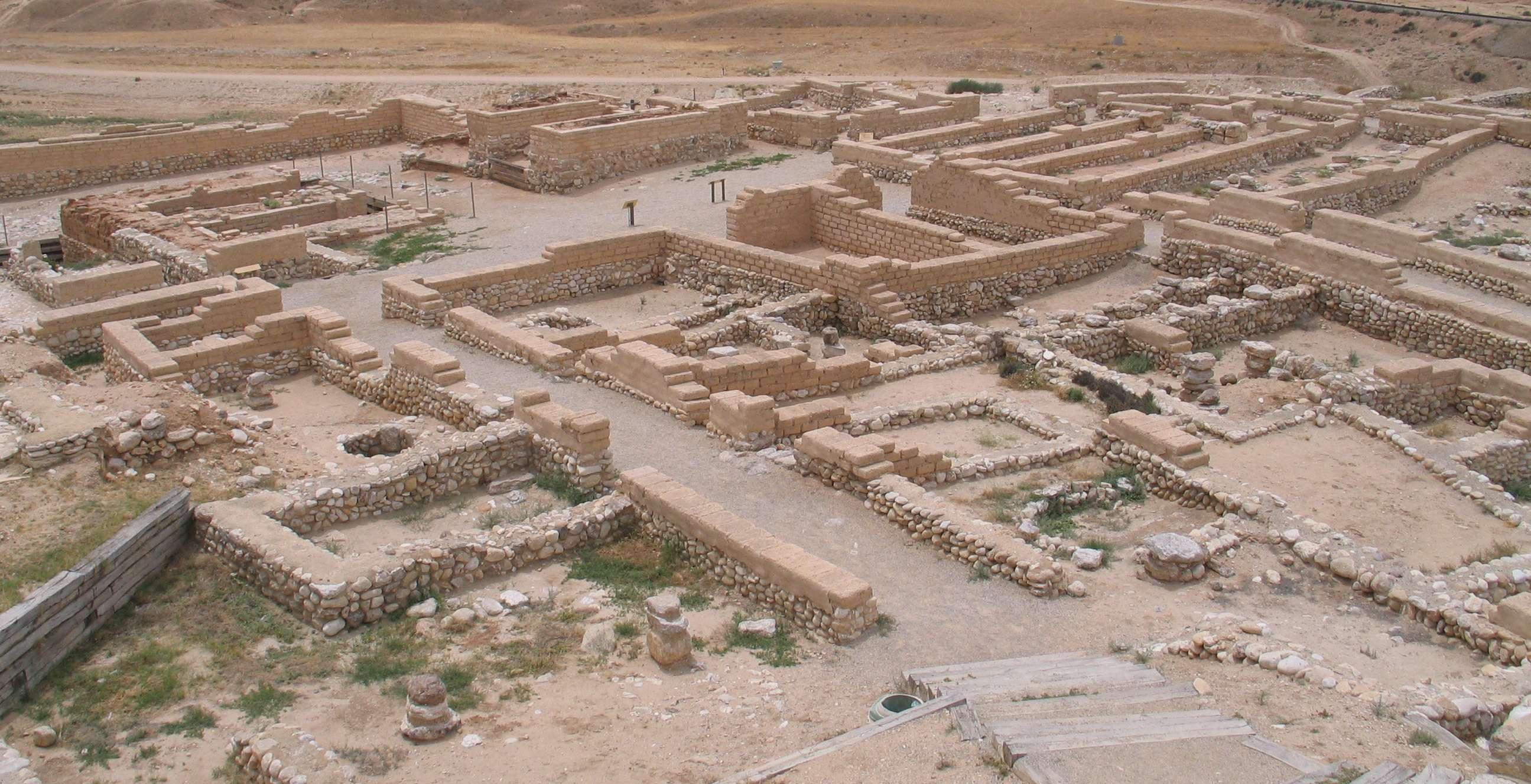
Tel Beer Szewa

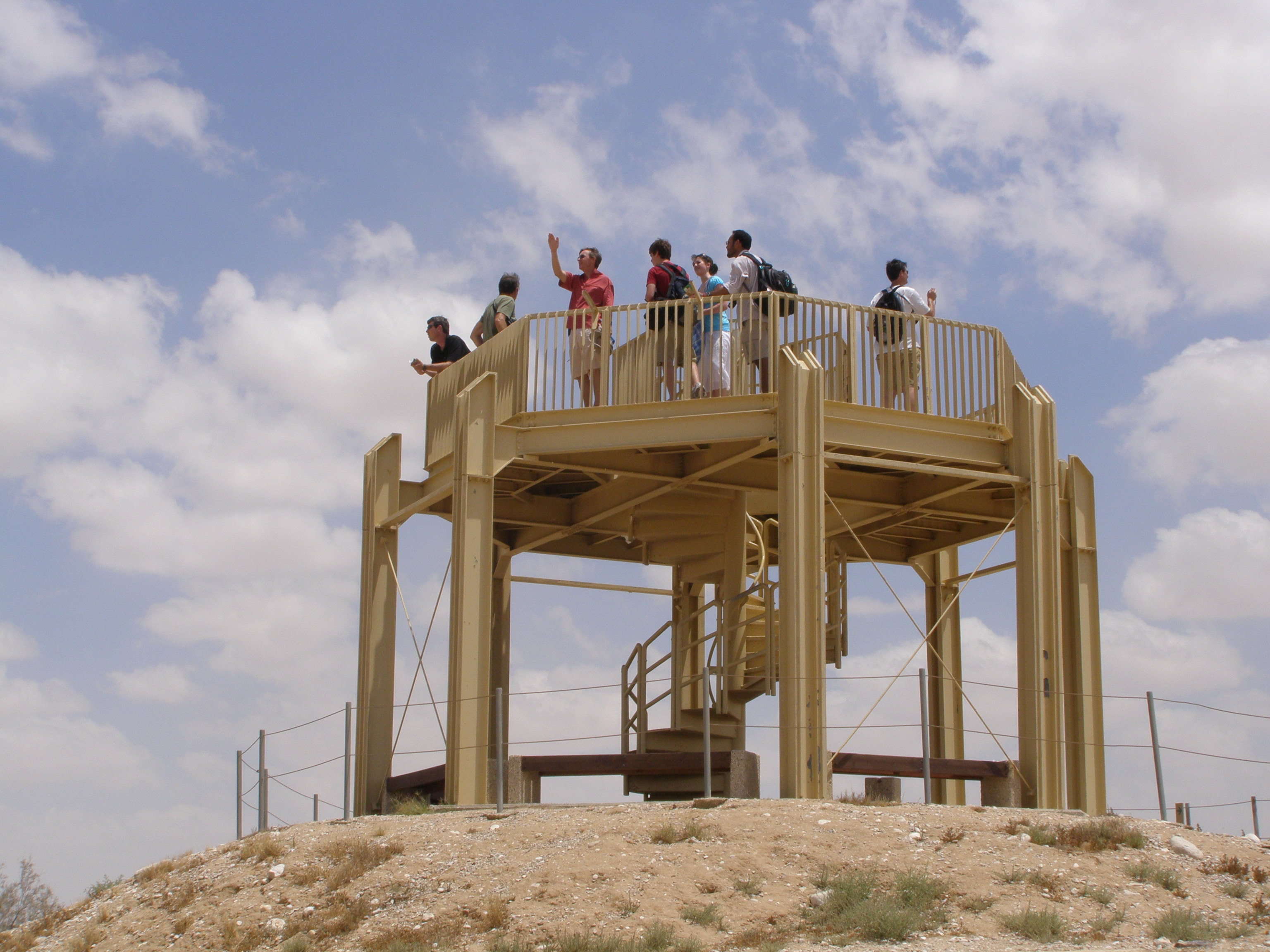
Tel Beer Szewa

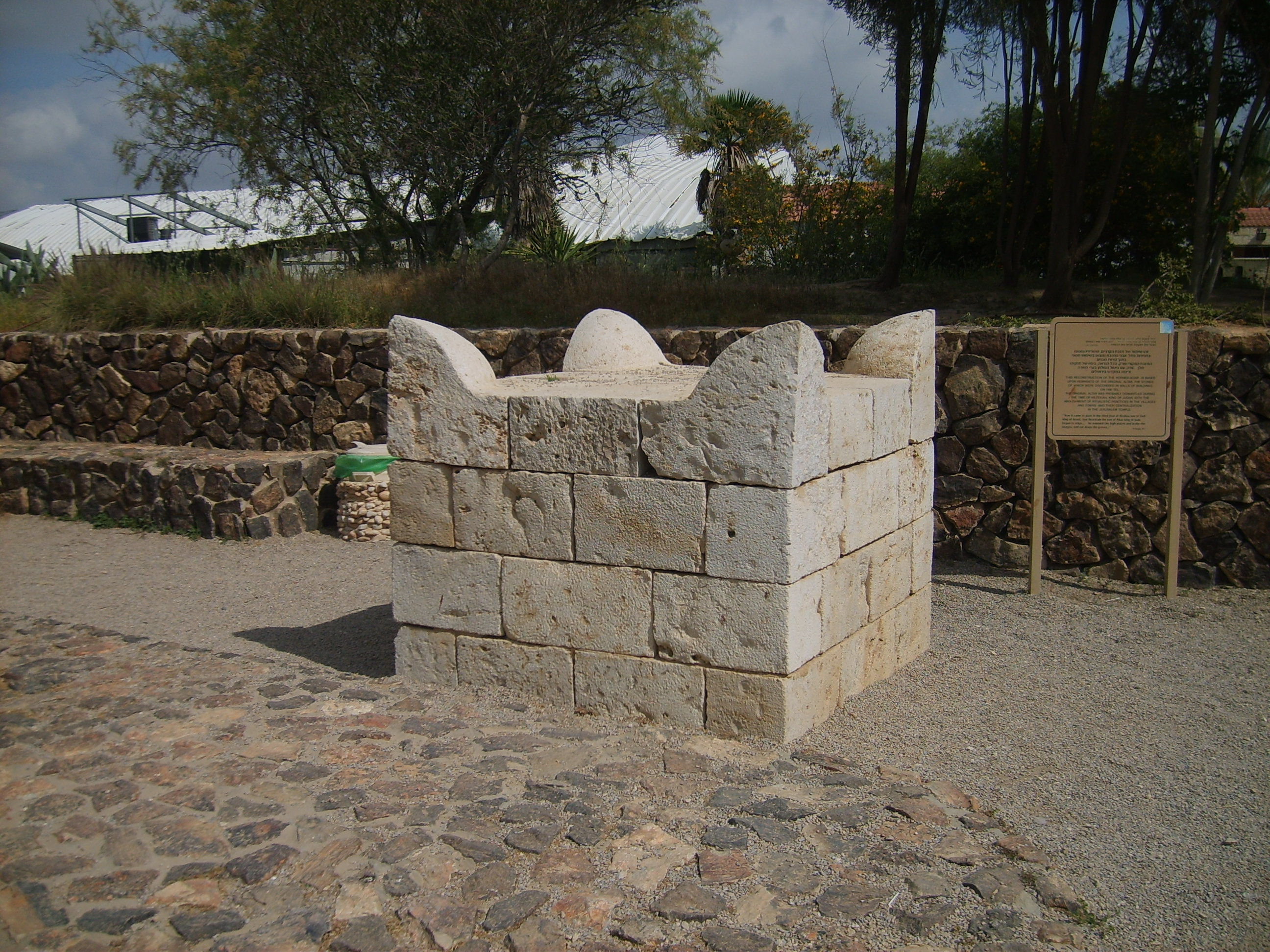
Tel Beer Szewa

Beer Szewa, Tel Beer Szewa – nazwa niniejszej jednostki kulturowej związana jest z doliną Beer Szewy, gdzie zlokalizowane są najważniejsze stanowiska dla niniejszej kultury, czyli: Tell Abu Matar, Bir es-Safdi i Szikmim. Zespół zjawisk kulturowych utożsamianych z omawianą kulturą obejmował swym zasięgiem obszary Syro-Palestyny. Rozwój tej jednostki kulturowej wyznaczają daty od ok. 4300 do ok. 3700 p.n.e. Inwentarz ceramiczny w niniejszej kulturze reprezentowany jest przez naczynia wykonywane na kole i są to dzbany bez szyjki, naczynia z zaokrąglonymi brzuścami, małe misy oraz dzbany z dziobkami. Naczynia zdobione były jedynie wzdłuż brzegu albo wokół brzuśca w postaci czerwonych pasów. Konstrukcje mieszkalne miały postać ziemianek drążonych w lessie; we wnętrzu tych obiektów poświadczona jest obecność jam zasobowych oraz palenisk. Ludność niniejszej jednostki kulturowej zajmowała się głównie uprawą pszenicy, jęczmienia, poświadczona jest także hodowla kóz, owiec i bydła. Znaleziska w Bir es Safadi mogą świadczyć o istnieniu warsztatu do obróbki kości słoniowej, zaś na stanowisku Tell Abu Matar poświadczona jest obecność śladów produkcji metalurgicznej.